# Niederhausleiten
Niederhausleiten (auch Niederhausleiten an der Ybbs) ist eine Katastralgemeinde der Gemeinde Kematen an der Ybbs im Bezirk Amstetten in Niederösterreich.

## Geschichte
Unter dem Namen Niederhausleiten an der Ybbs bildete Hausleiten zusammen mit Abetzberg, Aigen, Gimpersdorf, Haidhof, Kalsing,  Pyhra, Wollmersdorf und Stritzelhof eine eigene Ortsgemeinde.
Laut Adressbuch von Österreich waren im Jahr 1938 in der Ortsgemeinde Niederhausleiten ein Landesproduktehändler, ein Mosthändler, zwei Uhrmacher, ein Viehhändler, ein Viktualienhändler und mehrere Landwirte ansässig. Weiters gab es beim Ort ein Kalkwerk.

## Siedlungsentwicklung
Zum Jahreswechsel 1979/1980 befanden sich in der Katastralgemeinde Niederhausleiten insgesamt 163 Bauflächen mit 53.587 m² und 201 Gärten auf 388.198 m², 1989/1990 waren es 293 Bauflächen. 1999/2000 war die Zahl der Bauflächen auf 488 angewachsen und 2009/2010 waren es 454 Gebäude auf 926 Bauflächen.

## Landwirtschaft
Die Katastralgemeinde ist landwirtschaftlich geprägt. 651 Hektar wurden zum Jahreswechsel 1979/1980 landwirtschaftlich genutzt und 231 Hektar waren forstwirtschaftlich geführte Waldflächen. 1999/2000 wurde auf 685 Hektar Landwirtschaft betrieben und 202 Hektar waren als forstwirtschaftlich genutzte Flächen ausgewiesen. Ende 2018 waren 553 Hektar als landwirtschaftliche Flächen genutzt und Forstwirtschaft wurde auf 203 Hektar betrieben. Die durchschnittliche Bodenklimazahl von Niederhausleiten beträgt 42,8 (Stand 2010).